# Девід Вуд
Девід Вуд (нар. 7 квітня 1976) — американський євангельський апологет, соціальний критик та особистість YouTube, який очолює служіння апологетики Дії 17. Хоча він охоплює цілий ряд тем, він найбільш відомий своїми відео на YouTube, в яких він виступає проти та критикує іслам, особливо ісламські погляди на теологію та мораль, а також Коран загалом та Мухаммеда як особистість, використовуючи ісламські джерела, такі як Коран та хадіси.

## Раннє життя, ув'язнення та освіта
У відеосвідченні про навернення Вуда в християнство він заявив, що був атеїстом в молодості, і що він зіткнувся з законом, вриваючись в будинки, а пізніше дійшов до того, що розбив голову своєму батькові молотком  у віці 18 років під час замаху на його життя, стверджуючи, що мораль була лише суспільними правилами, які були під ним. Він також сказав, що після нападу на батька у Вуда діагностували антисоціальний розлад особистості і засудили до десяти років позбавлення волі за умисне поранення. Перебуваючи у в'язниці, він сказав, що зіткнувся з іншим ув'язненим на ім'я Ренді, який був побожним християнином.  Вуд сказав, що він часто кидав виклик християнським переконанням Ренді, спочатку стверджуючи, що Ренді був лише християнином, тому що він народився в переважно християнському суспільстві, зокрема в Сполучених Штатах.  Вуд стверджував, що, перебуваючи у в'язниці, вони з Ренді часто постили, а Вуд намагався «побити» Ренді під час голодування, що врешті-решт призвело до того, що Вуда помістили в одиночну камеру під наглядом через побоювання, що Вуд може спробувати покінчити життя самогубством голодом. У цей час він почав читати Біблію і брати участь у різних програмах вивчення Біблії, щоб відповісти на спростування Ренді (таким чином «побивши» його), але врешті-решт це призвело до того, що Вуд прийняв християнство в 1996 році.
Він сказав, що після п'яти років між в'язницею і в'язницею, він був звільнений у 2000 році і вступив до коледжу в Університеті Олд Домініон, де отримав ступінь бакалавра. Пізніше він отримав ступінь доктора філософії в Фордхемському університеті. Вуд писав, що під час навчання в Університеті Старого Домініону його друг Набіл Куреші (американський мусульманин Ахмадія пакистанського походження) закликав його прийняти іслам, і що він досліджував життя Мухаммеда, використовуючи найдавніші джерела, включаючи «Життя Мухаммеда» Ібн Ішака (найдавніший з існуючих біографія Мухаммеда); колекції хадисів Сахіх аль-Бухарі та Сахіх Муслім (вважаються мусульманами-сунітами двома найнадійнішими або сахіхськими збірниками тверджень, дій та прикладів Мухаммеда); і «Історія пророків і царів» Аль-Табарі (одного з найбільших істориків ісламу). Вуд сказав, що дійшов висновку, що Коран і приклад Мухаммеда не просто описують насильство в минулому (як у Біблії), а скоріше наказують триваюче насильство. В результаті Вуд сказав, що потім став християнським апологетом і що пізніше це зробив і його сусід по кімнаті Набіл.

## Християнська апологетика
Вуд брав участь у публічних дебатах з мусульманами та атеїстами, включаючи дебати з мусульманськими вченими, такими як Шабір Аллі. Вуд був запрошений на кілька шоу ABN, у міжрелігійних дискусіях проти атеїзму та ісламу, де, серед іншого, він регулярно з'являється в Арамейській мережі мовлення.  Він створив відео на YouTube, в яких представив свої погляди на релігію.  Пишучи для The Catholic World Report, Вільям Кілпатрік каже, що Вуд зробив «дуже ефективні короткі відео, які встановили рекорд у сферах християнсько-мусульманських розбіжностей», і що він «справляє враження квінтесенції спокійної, контрольованої мужності. Озброєний виграшним почуттям гумору, гострим як бритва розумом і тонною знань, Вуду навіть не потрібно підвищувати голос, щоб висловити свою думку».
У 2013 році Вуд захистив докторську дисертацію в Фордхемському університеті, опублікувавши дисертацію «Здивовані стражданнями: Юм, Дрейпер і баєсівський аргумент від зла».
Вуд виступав проти ісламського центру Park51, стверджуючи, що він не призначений для вшанування сімей жертв, а замість цього є символом ісламської перемоги і названий Кордовським будинком в пам'ять про ісламське завоювання Іспанії Омейядським халіфатом, який пізніше сформував Кордовський халіфат.  Вуд був описаний як частина руху проти джихаду, і послідовно засуджував насильство проти мусульман, відкрито виступаючи проти актів, включаючи стрілянину в мечеті Крайстчерча та спроби геноциду КПК проти уйгурських мусульман.
У 2010 році Вуд був заарештований за межами Дірборна, штат Мічиган, після проповіді на арабському фестивалі і звинувачення у порушенні миру, але пізніше був виправданий. У травні 2013 року місто Дірборн було зобов'язане опублікувати публічні вибачення, які зберігалися на веб-сайті міста протягом трьох років, і виплатити 300 000 доларів Вуду та його трьом співвітчизникам.
Вуд написав полеміку щодо роботи Річарда Керрієра, яку він назвав «Good 'n' Senseless Without God: A Critical Review of the New Book Richard Carrier's Sense &; Goodness Without God». Річард Керрієр відповів на рецензію есе під назвою «Про обмани Девіда Вуда», в якому він стверджував, що Вуд спотворив свої аргументи і що його рецензія була сповнена діатриб. Вуд також писав щоденники, аргументуючи проти поглядів Дена Баркера.
Вуд є членом Товариства християнських філософів і Євангельського філософського товариства.
26 травня 2022 року Вуд оголосив про своє рішення видалити свій канал YouTube, у якийсь момент у червні того ж року через те, що він побачив як посилення цензури та обмеження свободи слова з боку YouTube.  Вуд заявив, що створить веб-сайт, який стане його новою базою для онлайн-операцій та створення контенту, але закликав шанувальників повторно завантажувати його відео на власні канали YouTube, якщо вони хочуть зберегти їх на сайті.  3 липня він змінив свої плани у відповідь на пограбування та арешт Хатун Таша в Кутку спікера, вирішивши натомість очистити свій канал і передати право власності Хатун Ташу.  4 липня 2022 року він приєднався до прямої трансляції, яка показала, що він видаляє свої відео.  У серпні 2022 року Вуд повернувся на YouTube під назвою «Apologetics Roadshow».
Також в нього є ще один канал під назвою «The David Wood Archives».

## Особисте життя
Він познайомився зі своєю дружиною Марі, тоді агностиком, під час навчання в університеті; вона також стала християнкою.  У них п'ятеро синів, двоє з яких страждають від центронуклеарної міопатії.
17 квітня 2023 року він розповів, що його третій син Рід, один із двох, у яких діагностовано захворювання, помер попереднього дня у віці 16 років.